# Metacosmus schlingeri
Metacosmus schlingeri är en tvåvingeart som beskrevs av Hall 1976. Metacosmus schlingeri ingår i släktet Metacosmus och familjen svävflugor. Inga underarter finns listade i Catalogue of Life.